# La Chapelle-Saint-Ouen
La Chapelle-Saint-Ouen is een gemeente in het Franse departement Seine-Maritime (regio Normandië) en telt 96 inwoners (2009). De plaats maakt deel uit van het arrondissement Dieppe.

## Geografie
De oppervlakte van La Chapelle-Saint-Ouen bedraagt 7,6 km², de bevolkingsdichtheid is dus 12,6 inwoners per km².
De onderstaande kaart toont de ligging van La Chapelle-Saint-Ouen met de belangrijkste infrastructuur en aangrenzende gemeenten.

## Demografie
Onderstaande figuur toont het verloop van het inwonertal (bron: INSEE-tellingen).

1. ↑  Populations de référence 2022.